# Konrad Schmidt-Torner
Konrad Schmidt-Torner (* 16. August 1907 in Elberfeld; † 17. Oktober 1992 in Berlin) war ein deutscher Verwaltungsjurist bei der Reichspost und der Deutschen Bundespost. Zuletzt war er Präsident der Bundesdruckerei.

## Leben
Als Sohn eines späteren Oberpostrats verbrachte Schmidt-Torner seine Kindheit in Danzig, Berlin und Königsberg. Er besuchte das Schiller-Gymnasium Berlin und das Löbenichtsche Realgymnasium, an dem er 1926 das Abitur machte. Zum Sommersemester 1926 immatrikulierte er sich an der Universität Wien für Rechtswissenschaft. Er wechselte schon im nächsten Semester an die Albertus-Universität Königsberg und wurde im Corps Masovia aktiv. Nach dem ersten Examen durchlief er die Referendarausbildung im Bereich des Oberlandesgerichts Königsberg. Vor dem Kammergericht bestand er 1934 die Assessorprüfung. Nach einem kurzen Volontariat in einem kaufmännischen Betrieb entschloss er sich für die väterliche Laufbahn. Als Postassessor kam er für die Reichspostdirektion Karlsruhe nach Bruchsal. Er wurde 1937 nach Leipzig versetzt und dort im Mai 1938 zum Postrat ernannt. Nach kurzen Stationen in Potsdam und Berlin 1941 zum Heer (Wehrmacht) einberufen, kam er zunächst als Feldwebel an die Kriegsfront. 1942 zum Armeepostmeister abgestellt, diente er im Westfeldzug und bei der 6. Armee. Der Schlacht von Stalingrad entging er nur deshalb, weil der Stab des Armeepostmeisters zufällig außerhalb des Kessels lag. Die neue 6. Armee begleitete er bis zur bedingungslosen Kapitulation der Wehrmacht. Aus dem Automatischen Arrest in Österreich und Bayern konnte er schon im Mai 1945 nach Berlin zurückkehren.
Die Landespostdirektion Berlin beförderte ihn 1952 zum Oberpostrat. Als sie fachtechnisch der Deutschen Bundespost eingegliedert wurde, war Schmidt-Torner „wieder“ Bundesbeamter. 1955 bewarb er sich um eine Stelle bei der Bundesdruckerei, die der Bundespost unterstand. Er wurde als Regierungsdirektor und Vizepräsident der Behörde übernommen. Zum Leitenden Regierungsdirektor befördert, wurde er 1968 der erste Präsident (Verwaltung), der nicht Diplom-Ingenieur war. Als er 1972 pensioniert wurde, verlieh ihm der Bundespräsident das Große Bundesverdienstkreuz. 1960 erhielt er in Hannover auch das Band des Corps Palaiomarchia Halle. Von 1976 bis 1990 war er Zwingherr der Gesetzlosen Gesellschaft zu Berlin.
Seine innersten Neigungen waren Mathematik und Naturwissenschaften. Die Liebe zur unverschandelten Natur teilte er mit seiner Frau. Mit 85 Jahren erlag er einem Prostatakarzinom.